# Молочний шлях (фільм, 1936)
Молочний шлях (англ. The Milky Way) — американська кінокомедія режисера Лео Маккері 1936 року.

## Сюжет
Скромний і боязкий молочник Барлія Салліван випадково опиняється залученим в сварку зі Спідом МакФарландом — чемпіоном світу у середній вазі з боксу. За щасливим збігом обставин відомий боксер опиняється на землі, а слабкий молочник виходить з сутички переможцем.
За цією сценою спостерігає тренер МакФарланда, Геббі Слоан, який вирішує тренувати цього «перспективного бійця». Салліван погоджується, і через деякий час, здобувши ряд блискучих перемог, у тому числі і над МакФарландом, стає чемпіоном світу з боксу і отримує прізвисько «Тигр».

## У ролях
- Гарольд Ллойд — Барлей Салліван
- Адольф Менжу — Геббі Слоан
- Гелен Мак — Мей Салліван
- Вільям Гарган — Спід Макфарланд

## Цікаві факти
- Фільм знятий за однойменною п'єсою Лінн Рут і Гаррі Клорка, вперше показаної на Бродвеї в 1934 році.
- Перша роль у кіно відомого актора Ентоні Куїнна (епізод, в титрах не вказаний).
- Зйомки фільму почалися 22 липня 1935, але були перервані одночасними хворобами акторів Менжу, Тіздейла і самого режисера Маккері. Останнього деякий час замінювали його брат Рей і Норман Маклеод.
- За сценарієм, головний герой, молочник Салліван, розвозить молоко на білому коні, але підходящої тварини ніяк не могли знайти. Тоді гримери фільму за допомогою своїх засобів зробили білого коня з чорного.
- В середині 1940-х стрічку викупив продюсер Самуель Голдвін, і знищив її, створюючи свій ремейк «Малюк з Брукліна». В даний час оригінальний фільм доступний лише тому, що гарну копію зберіг Гарольд Ллойд.